# Spoorlijn Ducherow - Heringsdorf
De spoorlijn Ducherow - Heringsdorf is een spoorlijn gelegen in de Duitse deelstaat Mecklenburg-Voor-Pommeren, tussen Ducherow en Heringsdorf. Het deel van de lijn rond de stad Świnoujście (Duits: Swinemünde) ligt sinds 1945 op Pools grondgebied. Een groot deel van het traject is sinds de Tweede Wereldoorlog buiten gebruik. De lijn is als spoorlijn 6768 onder beheer van Usedomer Bäderbahn.

## Geschiedenis
Na de in 1863 geopende spoorlijn tussen Züssow en Wolgast begon de Berlin-Stettiner Eisenbahn-Gesellschaft (BSE) in augustus 1873 met de werkzaamheden van onder meer een draaibrug over de Peenestrom. Op 15 mei 1876 werd dit traject geopend waarna de eerste trein van Berlijn over dit traject naar Swindemünde reed. Drie jaar later werd de Berlin-Stettiner Eisenbahn-Gesellschaft genationaliseerd en overgenomen door de Preußischen Staatseisenbahnen. Vanaf 1 juli 1894 konden de treinen doorrijden van Swindemünde naar Seebad Heringsdorf.
In 1908 werd de lijn op dubbelspoor gebracht en in 1911 werd de lijn vanuit Heringsdorf verder doorgetrokken tot het veer naar Wolgast. De meeste treinen dienden voor het lokaal personen- en goederenverkeer. Daarnaast reden er sneltreinen van en naar Berlijn voor badgasten. Omdat met name het traject Ducherow–Swinemünde een vrij druk verkeer kende werd in 1932/33 de oude draaibrug bij Karnin vervangen door een hefbrug.
Tegen het eind van de Tweede Wereldoorlog werd op 28 april 1945 de hefbrug bij Karnin door het terugtrekkend Duitse leger opgeblazen. Hierbij werden de ongeveer 350 meter lange aanlandingsbruggen zwaar beschadigd. De hefbrug bleef hierbij intact. Het traject van Ducherow tot Ahlbeck is tussen 1945 en 1948 afgebroken in het kader van de herstelbetalingen van Duitsland aan de USSR.

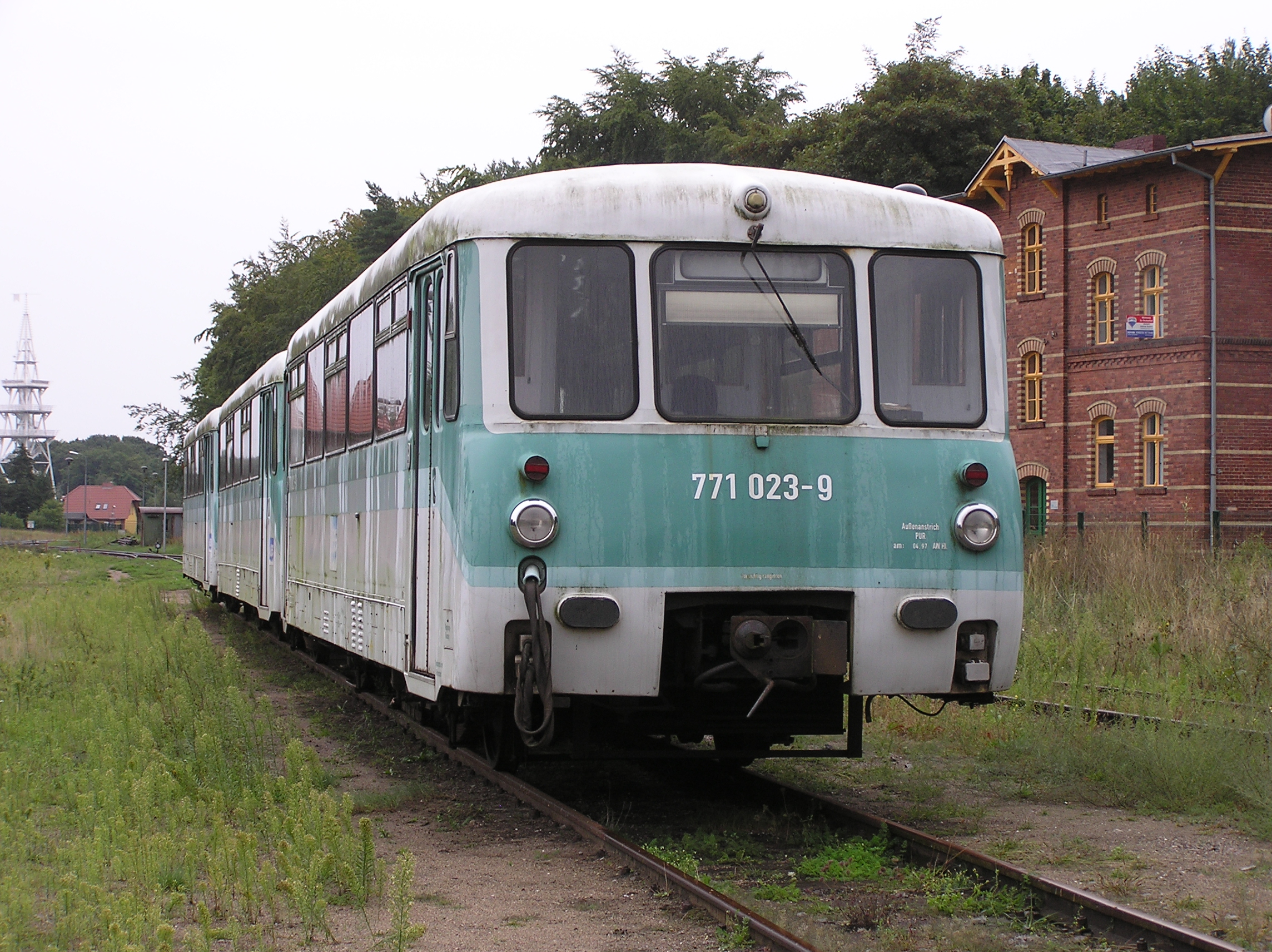
"Schienenbus" van de DR op station Heringsdorf

Op het overgebleven deel van het traject, dat tot 1990 in de Duitse Democratische Republiek lag, werd door de Deutsche Reichsbahn een treindienst Ahlbeck-Heringsdorf-Wolgaster Fähre uitgevoerd. Het was een eilandbedrijf geworden, zonder verbinding met het vasteland.
Na de Duitse hereniging en de daarop volgende fusie van de Oost- en West-Duitse spoorbedrijven op 1 januari 1994 kwam deze spoorlijn bij de Deutsche Bahn (DB). De Deutsche Bahn richtte voor de treindienst op 21 december 1994 de Usedomer Bäderbahn (UBB) als 100% dochter onderneming op. De Usedomer Bäderbahn begon op 1 juni 1995 de treindienst op het traject tussen Zinnowitz - Peenemünde en Wolgast Fähre - Seebad Ahlbeck. De treindienst werd uitgevoerd door motorrijtuigen (Schienenbus) uit de DDR-tijd.

### Heropening tracé naar Polen

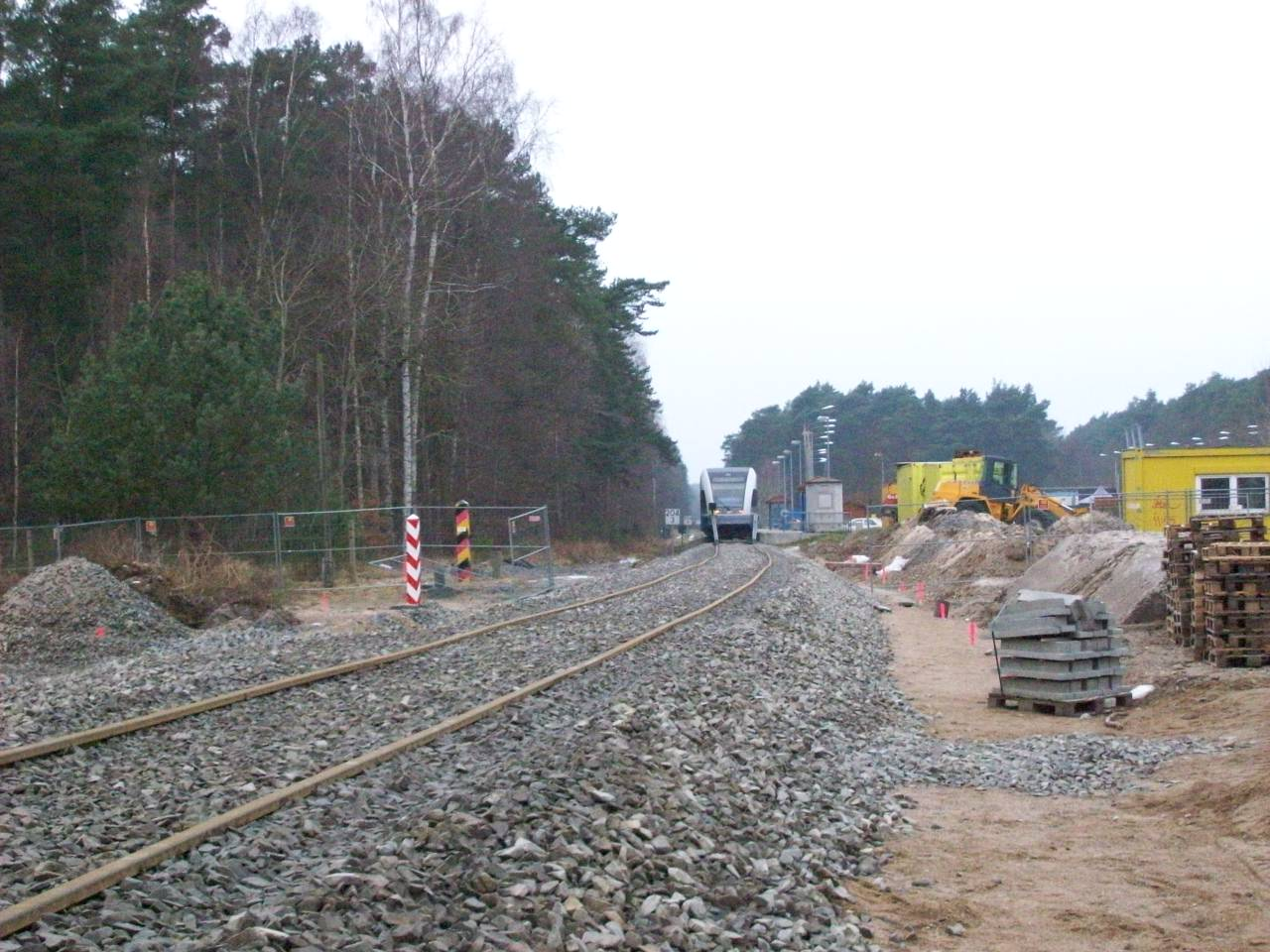
Spoorvernieuwing bij Ahlbeck grens

De Usedomer Bäderbahn voerde omvangrijke werkzaamheden uit aan het traject. Zo kon in de loop van de tijd de baanvaksnelheid worden verhoogd tot 80 km/h. Eveneens werden werkzaamheden uitgevoerd om de treindienst met nieuwe treinen van de serie 646 uit te kunnen voeren.
In 1997 werd het traject tot de Poolse grens bij Ahlbeck opnieuw aangelegd en voor personenvervoer geopend. Dit traject werd op 22 september 2008 verlengd tot Świnoujście Centrum.
Via de nieuwe brug over de Peenestrom bij Wolgast (Peenebrücke) is er sinds 2000 weer aansluiting op het spoornet op het vasteland via de spoorlijn Wolgast - Heringsdorf.

### Verdere reactivering

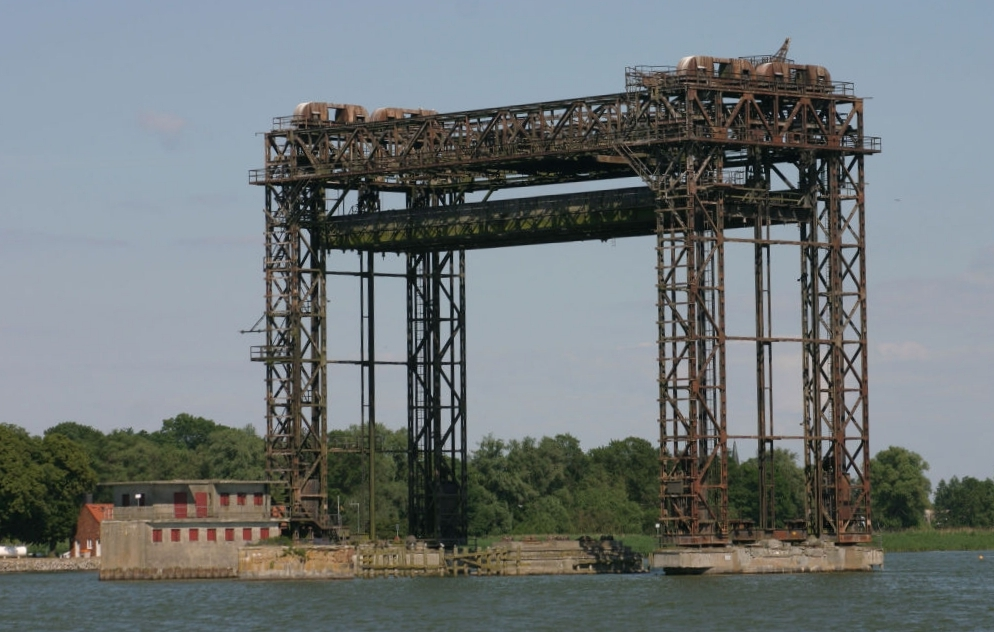
Restanten van de Karniner hefbrug

Er zijn plannen om ook het eind jaren veertig opgebroken traject van 40 km tussen Świnoujście Centrum en Ducherow over de Karniner hefbrug te reactiveren. In een eerste fase zou de vroegere spoorlijn van Świnoujście tot Garz kunnen worden herbouwd, tot nabij het vliegveld van Heringsdorf. Er wordt bovendien gesproken over het verder doortrekken van de oude spoorlijn naar Ducherow, via de hefbrug bij Karnin. Door het reactiveren van het vervoer over het in 1945 stilgelegde traject is weer een snelle treindienst tussen Berlijn en Usedom mogelijk.
In april 2010 is in een studie van DB International vastgesteld dat de exploitatie van de lijn na heraanleg haalbaar is. Zowel in Duitsland als in Polen zijn lokale en regionale overheden voorstanders van de reactivering. De Duitse deelstaat Mecklenburg-Voor-Pommeren laat onderzoeken of er een bijdrage van de Europese Unie mogelijk is voor dit project.

## Treindiensten

### Usedomer Bäderbahn
De Usedomer Bäderbahn verzorgt het personenvervoer op dit traject met RB-treinen. De Usedomer Bäderbahn gebruikt hiervoor treinen van het type Stadler GTW.

## Aansluitingen
In de volgende plaatsen is of was er een aansluiting van de volgende spoorlijnen:

### Seebad Heringsdorf
- Wolgast - Heringsdorf, spoorlijn tussen Wolgast en Heringsdorf

### Swinemünde
De Poolse stad Świnoujście (Duits: Swinemünde) heeft twee stations, aan twee verschillende spoorlijnen. Het westelijke station Świnoujście Centrum is het eindpunt van de lijn uit Heringsdorf. Aan de oostzijde van de Świna, in het stadsdeel Warszów (Duits: Ostswine), ligt het huidige kopstation van de spoorlijn naar Szczecin (Duits: Stettin), de spoorlijn Szczecin Dąbie - Świnoujście. Het voormalige station Swinemünde Hbf was voor 1945 via een spoorpont verbonden met deze spoorlijn. De treinen vanuit Stettin hadden tot 1945 meestal hun eindpunt in Swinemünde Hbf. Treinen voor badgasten reden door naar Bad Heringsdorf en verder het eiland Usedom op.

### Ducherow
- Angermünde - Stralsund, spoorlijn tussen Angermünde en Stralsund